# Jørgen Nielsen Møller

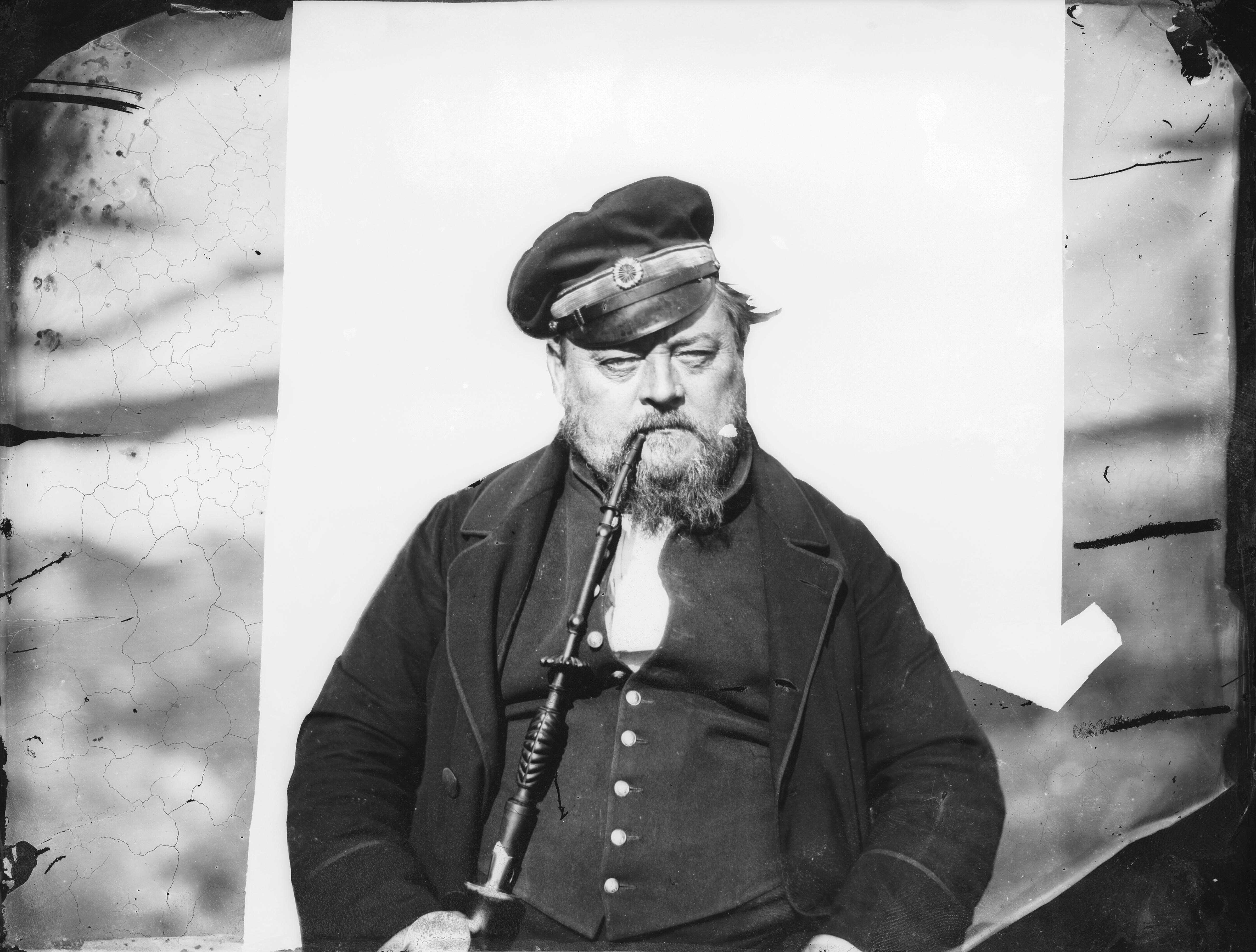
Jørgen Nielsen Møller (1854)

Jørgen Nielsen Møller (* 17. November 1801 in Skydebjerg; † 6. Juli 1862 in Kopenhagen) war ein dänischer Jurist, Kaufmann und kommissarischer Inspektor in Grönland.

## Leben
Jørgen Nielsen Møller war der Sohn des Müllers Niels Jørgensen Møller und seiner Frau Karen Rasmusdatter. Er studierte Jura und arbeitete anschließend in einer Anwaltskanzlei in Odense.
1825 begab er sich in Dienste von Den Kongelige Grønlandske Handel und wurde als Handelsassistent nach Nuuk geschickt. Er diente als juristischer Gehilfe für Inspektor Christian Alexander Platou. 1826 wurde er zum kommissarischen Kolonialverwalter ernannt. 1827 wechselte er als kommissarischer Kolonialverwalter nach Qeqertarsuatsiaat, wo er nach Einsetzung eines neuen Kolonialverwalters 1829 als Handelsassistent fortsetzte. Nach nur einem Jahr wurde er jedoch selbst zum Kolonialverwalter ernannt. In Qeqertarsuatsiaat bekam er mit der Grönländerin Cathrine Raun die uneheliche Tochter Juliane Bolette Møller (1828–1875), über die er Nachkommen in Grönland hat.
1833 wurde er nach Paamiut versetzt, ließ sich aber zugleich beurlauben und konnte das Amt somit nicht antreten. Während seines Urlaubs heiratete er am 6. März 1835 in Skydebjerg Antonette Ernestine Constantine Tommerup (1813–1891), Tochter des Bestatters Carl Frederik Tommerup und seiner Frau Johanne Margrethe Johansen. Aus der Ehe ging die Tochter Nathalie Sophie Nielsine (1836–1909) hervor, die unter dem Namen Signe Rink eine bekannte Schriftstellerin wurde. Erst nach seiner Rückkehr führte er das Amt des Kolonialverwalters in Paamiut von 1835 bis 1838 aus. Von 1836 bis 1837 vertrat er zudem erstmals Carl Peter Holbøll als Inspektor von Südgrönland.
Nach einem weiteren Jahr Urlaub verließ er Südgrönland und wechselte nach Aasiaat in Nordgrönland. 1841 kehrte er nach Südgrönland zurück und wurde Kolonialverwalter in Sisimiut. Von 1846 bis 1847 vertrat er erneut den beurlaubten Holbøll als Inspektor. 1848 wurde er selbst für zwei Jahre beurlaubt und kehrte 1850 nach Sisimiut zurück. 1854 verließ er die Kolonie erneut nach Dänemark, wo er zum Kammerrat ernannt wurde. Er sollte wohl anschließend Kolonialverwalter in Paamiut werden, trat das Amt aber offenbar nie an. 1856 kehrte er zurück nach Grönland und diente erneut als kommissarischer Inspektor für den auf der Rückreise nach Grönland verschollenen Holbøll. Nach einem Jahr löste ihn sein Schwiegersohn Hinrich Johannes Rink ab, der bereits seit 1853 das nur für ihn geschaffene Amt des Inspektors des südlichsten Grönlands innehatte. 1857 wurde er zum Kolonialverwalter in Qaqortoq ernannt.
1861 wurde er pensioniert und kehrte zurück nach Dänemark, wo er im Folgejahr im Alter von 60 Jahren starb. Seine Frau heiratete nach seinem Tod in zweiter Ehe Niels Wolff (1821–1913), Sohn des Anfang des 19. Jahrhunderts in Grönland tätigen Missionars Gerhard Heiberg Wolff (1781–1855) und seiner Frau Anne Margrethe Kloe (1787–1862). Niels Wolffs Tante war die Frau des Kolonialverwalters und kommissarischen Inspektors Nicolai Julius Rasmussen (1777–1824).